# 光陽生協病院
光陽生協病院（こうようせいきょうびょういん）は、福井県医療生活協同組合が運営する福井県福井市に所在する病院である。全日本民主医療機関連合会（民医連）に加盟している。

## 診療科目
- 内科[1]
- リハビリテーション科[1]

## 医療機関の指定
(この節の出典)
- 保険医療機関
- 結核指定医療機関
- 労災保険指定医療機関
- 原子爆弾被害者一般疾病医療取扱医療機関
- 指定自立支援医療機関（精神通院医療）
- 無料低額診療事業実施医療機関
- 生活保護法指定医療機関

## 差額ベッド代について
病院の理念により、差額ベッド料（個室料）を徴収していない。

## 交通アクセス
(この節の出典)
- 京福バス「県社会福祉センター」下車。
- すまいるバス「光陽2丁目第2」下車。

## 関連施設
- 光陽生協クリニック（福井市光陽3丁目9-23）

　　(内科、小児科、アレルギー科、眼科、泌尿器科）
- 光陽生協歯科診療所（福井市光陽2丁目18-15）

　　(歯科、小児歯科、矯正歯科)
- 老人保健施設あじさい（福井市西下野町15-12）

## 周辺施設
- 福井市光陽中学校
- 福井県社会福祉協議会
- 福井県社会福祉センター
- 福井県立福井特別支援学校